# Jerzy Kawka
Jerzy Aleksander Kawka (ur. 20 listopada 1925 w Ostrowcu Świętokrzyskim, zm. w 2016 w Szwecji) – polski aktor teatralny i filmowy, dziennikarz oraz publicysta.

## Życiorys
Pochodził z robotniczej rodziny. Po śmierci rodziców przeniósł się do rodziny do Dubna, gdzie mieszkał do 1939 roku. Po wybuchu II wojny światowej pracował najpierw jako robotnik, a następnie urzędnik gminny. W 1944 roku został aresztowany przez NKWD i zesłany do łagru Jogła (podobóz obozu nr 270 w Borowiczach), gdzie przebywał do 1946 roku. Po zwolnieniu przeniósł się najpierw do Białej Podlaskiej, gdzie uzyskał maturę, a następnie do Warszawy, gdzie podjął pracę w Starostwie Warszawa Południe.
W latach 1947-1951 studiował w nowo powstałej Państwowej Wyższej Szkole Teatralnej w Warszawie, w ostatnim roku nauki pełniąc funkcję nieoficjalnego sekretarza Aleksandra Zelwerowicza. Następnie został zaangażowany do zespołu Teatru Narodowego. Występował również w audycjach Teatru Polskiego Radia oraz w filmach.
W sierpniu 1956 roku wyemigrował do Szwecji, schodząc na ląd z pokładu wycieczkowca MS Mazowsze. Tam pracował fizycznie, m.in. w montowni samochodów Ford oraz wytwórni wind. Nawiązał również kontakt ze sztokholmską rozgłośnią Radia Wolna Europa. Stało się to powodem próby werbunku Kawki przez Służbę Bezpieczeństwa. Aktor doniósł o wszystkim swojemu przełożonemu, Michałowi Lisińskiemu, demaskując agentów bezpieki. W odwecie SB zorganizowało akcję "Meduza", wskutek której udało się skutecznie rzucić na Kawkę podejrzenie o współpracę z bezpieką. W rezultacie w 1958 roku stracił on posadę w RWE.
W 1960 roku nawiązał kontakt z Leopoldem Kielanowskim, celem którego był przyjazd Kawki do Londynu na gościnne występy w Teatrze Polskim ZASP. Aktor przybył do Wielkiej Brytanii w 1961 roku i pozostał tam, występując w teatrze, współpracując jako dziennikarz oraz spiker z Radiem Wolna Europa oraz jako dziennikarz "Wiadomości" a także pisząc. Należał do ZASP, Polskiego Związku Pisarzy na Obczyźnie oraz Stowarzyszenia Pisarzy Polskich. W 2009 roku przeniósł się na stałe do Szwecji, gdzie zmarł.

### Filmografia
- Żołnierz zwycięstwa (1953)[1]
- Godziny nadziei (1955) - scharführer Schkoppeck[2]
- Pożegnanie z diabłem (1956)[1]

### Publikacje książkowe
- Jutro wojna – co dalej? Refleksje uchodźcy (wyd. emigr. 1984)
- Pielgrzym przed czasem apokalipsy. Notatki z podróży do Izraela – Ziemi Świętej (wyd. emigr. 1987, wyd. kraj. 2000)
- Śnieg. Powieść współczesna (wyd. emigr. 1989)
- Początek czy koniec czasów (wyd. kraj. 1995)